# Assembleia Municipal de Abrantes
A Assembleia Municipal de Abrantes é o órgão autárquico responsável pelo debate e aprovação de projetos municipais, quer propostos pelos partidos, quer pela câmara municipal.

## Descrição Geral
A Assembleia Municipal de Abrantes é composta por um total de 34 deputados municipais, sendo 13 destes, por inerência, os presidentes das várias Juntas de Freguesia do Concelho.
As sessões plenárias da Assembleia Municipal de Abrantes realizam-se em datas previamente fixadas, nos Paços do Concelho da Câmara Municipal de Abrantes.
Das Eleições autárquicas, realizadas em Outubro de 2021, resultou a eleição de 22 deputados para o Partido Socialista, 5 para o Partido Social Democrata, 4 para Movimentos Independentes, 1 para o CHEGA, 1 para a Coligação Democrática Unitária (PCP-PEV) e 1 para o Bloco de Esquerda.